# FC Wageningen in het seizoen 1980/81
Het seizoen 1980/1981 was het 27e jaar in het bestaan van de Wageningense betaaldvoetbalclub FC Wageningen. De club kwam uit in de Eredivisie en eindigde daarin op de 18e plaats, dit betekende rechtstreekse degradatie naar de Eerste divisie. Tevens deed de club mee aan het toernooi om de KNVB Beker, hierin werd in de derde ronde verloren van PEC Zwolle (0–3).

## Wedstrijdstatistieken

### Eredivisie
|       | Ajax  | AZ '67 | Excelsior | Feyenoord | Go Ahead Eagles | FC Groningen | FC Den Haag | MVV   | NAC   | N.E.C. | PEC Zwolle | PSV   | Roda JC | Sparta Rotterdam | FC Twente | FC Utrecht | Willem II |
| ----- | ----- | ------ | --------- | --------- | --------------- | ------------ | ----------- | ----- | ----- | ------ | ---------- | ----- | ------- | ---------------- | --------- | ---------- | --------- |
| Thuis | 0 – 2 | 1 – 2  | 0 – 0     | 0 – 1     | 2 – 1           | 3 – 0        | 1 – 2       | 1 – 2 | 2 – 2 | 1 – 1  | 0 – 0      | 0 – 3 | 1 – 1   | 1 – 2            | 0 – 1     | 1 – 1      | 2 – 1     |
| Uit   | 2 – 4 | 1 – 0  | 1 – 2     | 6 – 0     | 2 – 2           | 2 – 0        | 3 – 2       | 1 – 0 | 1 – 1 | 2 – 2  | 1 – 0      | 4 – 0 | 4 – 1   | 3 – 0            | 2 – 0     | 5 – 0      | 1 – 2     |

### KNVB Beker
| 2e ronde                                               | FC Wageningen                                   | 4 – 1 (2 – 1) | FC Den Haag                                |
| 16 november 1980 Plaats: Wageningen De Wageningse Berg | Rob McDonald 12', 44', 71' Gerdo Hazelhekke 64' |               | 21' Henk van Leeuwen                       |
| 3e ronde                                               | FC Wageningen                                   | 0 – 3 (0 – 2) | PEC Zwolle                                 |
| 4 februari 1981 Plaats: Wageningen De Wageningse Berg  |                                                 |               | 11', 65' Peter van der Hengst 25' Ron Jans |

## Statistieken Wageningen 1980/1981

### Eindstand Wageningen in de Nederlandse Eredivisie 1980 / 1981
| Stand | Gespeeld | Gewonnen | Gelijk | Verloren | Punten | Doelpunten voor | Doelpunten tegen |
| ----- | -------- | -------- | ------ | -------- | ------ | --------------- | ---------------- |
| 18e   | 34       | 6        | 9      | 19       | 21     | 33              | 63               |

### Topscorers
| #      | Naam                  | Goal |
| ------ | --------------------- | ---- |
| 1.     | Rob McDonald          | 13   |
| 2.     | Gerdo Hazelhekke      | 11   |
| 3.     | Eugène van Vijfeijken | 4    |
| 4.     | Willem Leushuis       | 2    |
| 4.     | Jan van Osenbruggen   | 2    |
| 6.     | Cees van den Berg     | 1    |
| Totaal | Totaal                | 33   |

| #      | Naam             | Goal |
| ------ | ---------------- | ---- |
| 1.     | Rob McDonald     | 2    |
| 2.     | Gerdo Hazelhekke | 1    |
| Totaal | Totaal           | 3    |

## Voetnoten
Ajax ·
AZ '67 ·
Excelsior ·
Feyenoord ·
Go Ahead Eagles ·
FC Groningen ·
FC Den Haag ·
MVV ·
NAC ·
N.E.C. ·
PEC Zwolle ·
PSV ·
Roda JC ·
Sparta ·
FC Twente ·
FC Utrecht ·
FC Wageningen ·
Willem II